# 汽車防撞系統
汽車防撞系統（英語：collision avoidance system）是一種利用通訊、控制與資訊科技偵測車輛周遭的動態狀況，以輔助汽車駕駛人的安全科技。依各家車廠不同的命名，另有預防碰撞系統（pre-crash system）、前方碰撞預警系統（forward collision warning system）、減少碰撞系統（collision mitigating system）、先進緊急制動系統（Advanced Emergency Braking System/Autonomous Emergency Braking）等異稱。實際是透過雷達或鏡頭（或兩者皆用）監察路面狀況，當系統偵測到駕駛者對特定狀況沒有反應時，會對駕駛者作出警示，甚至自動介入剎停車子。部分品牌以此系統為基礎，加入對油門和方向盤的控制，已經成功打造出自動駕駛系統。

## 發展歷史
早在2009年，美國國家公路交通安全管理局便開始著手研究預防碰撞警示及車道偏移警示的規範。2011年歐盟通過一項決議，所有在歐盟地區販售的新款汽車自2013年11月1日起必須安裝預先緊急煞車系統，2015年11月1日起則歐盟境內的所有車輛必須要安裝。日本也同意从2022年起，新车要強制安裝先進緊急制動系統。
2012年美國非營利性研究機構公路安全保險研究所（（英文）Insurance Institute for Highway Safety）的人員針對預防碰撞系統如何影響各種形式的保險索賠做研究，他們發現主動煞車輔助系統和主動轉向頭燈對駕駛人最有幫助；但是令人意外的是，該項研究認為車道偏離警示對駕駛人非但毫無幫助，甚至是有害的。2015年美國公路安全保險協會則有一份研究指出，主動煞車輔助系統和前向碰撞警示能有效降低後向碰撞的發生率。此外，2016年柏林聖誕市場卡車衝撞事件中歹徒企圖駕駛卡車衝撞聖誕市場，幸虧主動煞車輔助系統介入，強制卡車停下來而避免更多死傷。
目前開發汽車防撞系統的車電系統大廠包括美國德爾福汽車零件和偉世通公司、日本電裝和愛信精機、加拿大麥格納國際、德國大陸集團、法國法雷奥及台灣的中華汽車、捷安特等公司。其中日本大廠目前在相關設計的專利件數較多，足見其在汽車安全領域的著墨之深。

## 優點
研究指出，若所有車輛都安裝了預先緊急剎車系统，交通意外率將減少27%，每年可救回 8,000 人的生命。

## 各車廠發展現況
以下車廠按英文字母之順序排列：

### 奧迪(Audi)
奧迪汽車在2010年推出的奥迪A8上採用「Audi Pre Sense Plus」全方位預警式安全防護系統，包含：
- 車道變換輔助系統（Audi Side Assist）：車尾的雷達感測器可偵測是否有車輛位於盲點區域，若系統偵測有車輛，能在駕駛人打方向燈並變換車道時，快速閃爍車側後視鏡的LED燈號，以警告側邊有來車接近。
- 車道偏離警示系統（Audi Lane Assist）：運用攝影機偵側車道標線，若系統發現車輛開始偏移，便以震動方向盤的方式警告駕駛人；萬一仍不修正偏移，則會介入並讓車輛維持在車道之中。
- 預防追撞前車系統（Audi Pre Sense Front）：以雷達偵測與前車的距離，若系統判斷車距過近，先是透過警示信號提醒駕駛人減速；若駕駛人並未減速，煞車輔助系統便會介入煞車，甚至加強煞車力道。假設碰撞無可避免，此系統能夠在碰撞發生前0.5秒完成所有的減速，大約可降低車速達40km/hr，同時啟動警示燈後告知後方來車，且維持緊閉車窗與天窗、緊縮安全帶，以減少追撞意外對乘員的傷害。
- 防護後車追撞系統（Audi Pre Sense Rear）：以雷達偵測與後車的距離，若系統判斷後方來車接近速度過快，有可能發生追撞事故，便會自動啟動警示燈號警告來車，同時自動關閉車窗與天窗，並維持安全帶自動緊縮系統的束緊，以及將座椅調整至最佳位置，減少撞擊對於車內乘員的危害。
- 夜視行車輔助系統（Night Vision Assistant）：在廠徽銘牌後方有一顆紅外線夜視鏡頭，運用遠紅外線偵測技術感測物體散發的輻射熱，並轉化成黑白畫面，將熱度高的物體顯示為白色、溫度低的物體顯示為黑色，以高度對比的方式呈現。此系統之偵測範圍約300公尺，若偵測到行人，還會以紅色方框與網點顯示前方的行人。

2015年第二代奥迪Q7上市時，配置「Ausi Pre Sense」預警式安全防護系統，後保險桿裝設可偵測後方來車距離的感應器，若太近時則會啟動兩段式防護：第一段是在系統認知的距離內自動開啟雙黃警示燈告知後方車輛。萬一已經無法避免碰撞，系統不僅自動關閉所有車窗、天窗，更自動緊縮安全帶以確保車內乘客的安全。另有一套「Audi Pre Sense Rear」後方預警式安全防護系統，其實是前者的衍生功能。在倒車時能偵測後方兩側疾駛而來的車輛，太近時立即警告駕駛提早防範，倘若駕駛無法在第一時間反應，則由「Cross Traffic Assist」後方橫向車流警示，並搭配煞停輔助系統，在意外發生前將車輛靜止。

### BMW
德國BMW在2013年中期發表互聯駕駛系統（BMW ConnectedDrive），整合了資訊、娛樂、行車輔助等多項功能，其中跟汽車防撞相關的功能包含下列：
- 主動式定速控制系統（Active Cruise Control）：此系統可與碰撞警示暨煞車啟動系統、車道變換警示系統、怠速熄火功能等一同連動。在巡航定速的狀態下，當前方車輛進入感測器的監控範圍時，系統會自動降速以保持安全間距；等到前方車道淨空時又恢復原先設定的時速。此系統除了兼具怠速熄火功能外，和其他車廠的定速裝置最大的差異是在定速狀態下，可踩油門以高於定速的速度超車，放掉油門後又恢復成原先訂定的時速。當前車突然煞車時，碰撞警示暨煞車啟動系統會先在抬頭顯示器顯示視覺警告，若駕駛人沒有反應，系統會介入並閃爍警示燈、發出聲響，駕駛人再未反應，系統直接啟動煞車。
- 夜視系統：紅外線感應器可在夜間偵測到行人，萬一系統偵測到車輛可能撞擊到行人，智慧型預先警示系統會將兩個光點打向行人以警告之，但不會造成任何目眩影響。
- 車道偏離與車道變換警示系統：雷達與攝影鏡頭可監控路況，並在變換車道及與他車距離過近時發出警示。鄰車處於駕駛人的視線死角或從後方快速接近時，系統會在後視鏡上亮燈警告；當駕駛人渾然未覺仍要變換車道時，系統會以震動方向盤的方式發出警告，且後視鏡也會出現閃爍的警告符號。當車速超過時速70公里時，系統便會監控路標、與他車的相對位置、路面或線道邊緣與車輛的距離等。只要車輛不慎偏離目前的車道，系統便會震動方向盤以警告駕駛人。

### 大發(Daihatsu)
2013年7月大發工業發表的大發Mira e:S上搭載「Smart Assist」駕駛輔助系統，當車輛與前車時速速差低於30km/hr且距離過近時會自動煞停；時速超過30km/hr時若與前方汽車相距過近也會降低車速，且搭配VSC車身動態穩定系統與TRC循跡控制系統，提供更大的輔助煞車力道。再者，緊急煞車時該系統會自動閃爍警告燈，讓後方車輛有所準備。自同年8月起，該套防撞系統亦搭載於兄弟車速霸陸Pleo Plus、豐田Pixis Epoch等。
2016年4月12日發售第三代大發Boon時，將「Smart Assist II」列為標準配備。安置單眼攝影鏡頭、雷射雷達及超音波感測器，具有低速防碰撞系統、車道偏離警告、誤踩油門警示裝置、前方車輛起步通知等功能。其中當車輛行駛速度在4～50km/hr之間，雷射檢測到前方20公尺內有車時（速度差約30km/hr以內），主動式煞車系統便自動煞車以避免發生碰撞或減輕傷害。至於行人碰撞警報功能，則是行駛速度在4～50km/hr之間，單眼攝影鏡頭檢測到前方40公尺內的行人時，便以警報聲和警告燈來提醒駕駛者。
同年11月30日該系統精進為「Smart Assist III」，並搭載於部分改良的第三代Tanto / Tanto Custom。前檔玻璃上方安裝二組世界最小、左右間隔80毫米的單眼攝影鏡頭、超音波感測器與雷射雷達，提供誤踩油門警示、車道偏離警告功能、低速防碰撞系統、主動式遠近光燈大燈調節、前方車輛起步通知、行人安全防護等功能。此外新增碰撞緩解煞車輔助系統，當系統偵測到車輛即將撞上其他車輛或物體，但駕駛人踩下煞車的力道不足，系統會自動增強至最大，以減輕傷害。

### 福特(Ford)

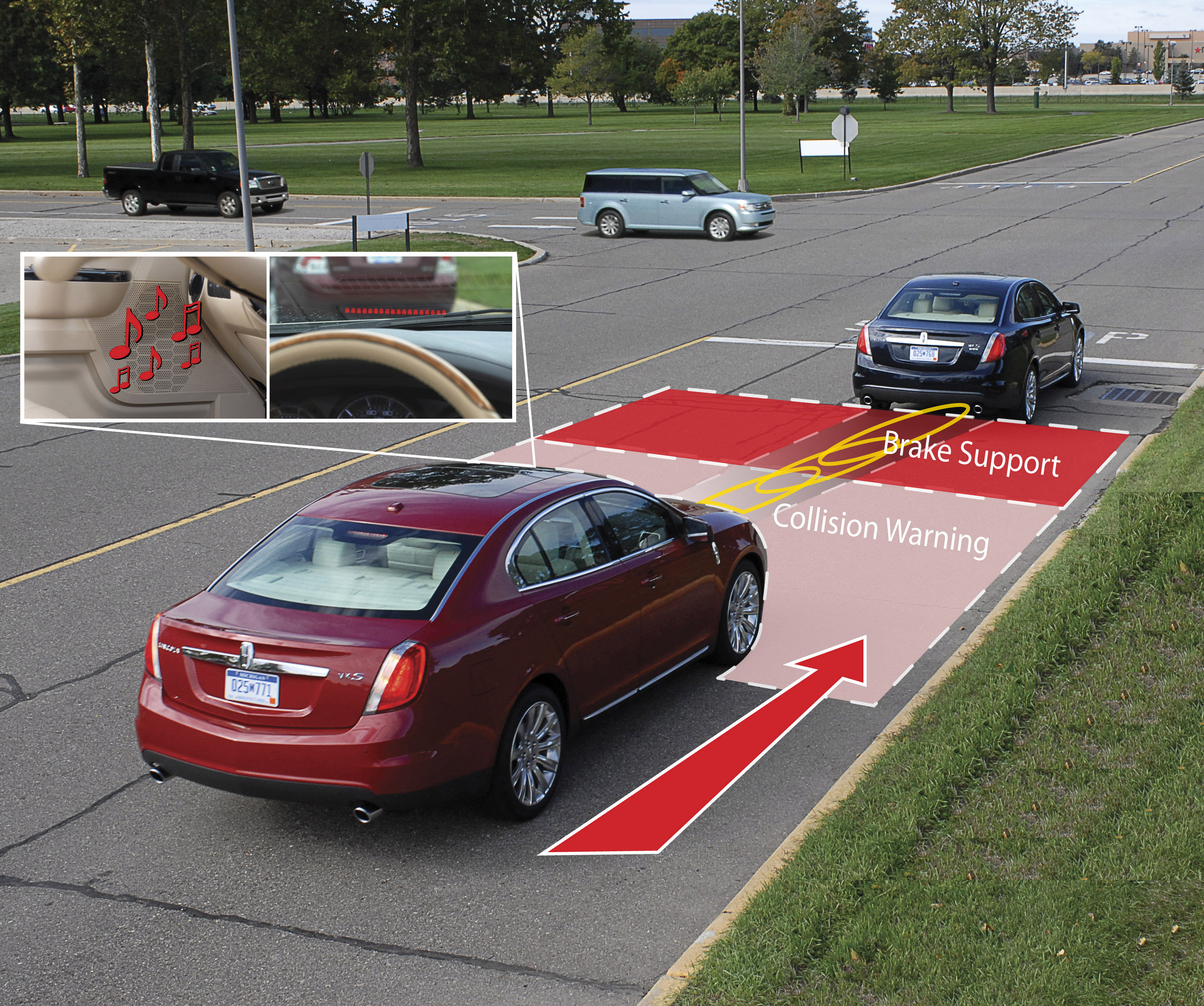
林肯MKS的防撞警示系統示意圖

福特汽車在2009年推出的林肯MKS、林肯MKT、福特Taurus等車款上裝設防撞警示系統，當偵測到與前車的距離過近，系統會在抬頭顯示器上顯示警告，萬一駕駛人沒有動作，則介入煞車，甚至視情況加強煞車力道。2013年該公司則宣布新開發的「障礙物閃避系統（Obstacle Avoidance）」業已進入測試階段，該系統能在感測到前方車輛突然停止或減速時，及時給予駕駛人警示，並視情況主動介入剎車與轉向系統，以自動迴避障礙物。
2011年福特Explorer裝置了「彎道控制系統（Curve Control）」，這套系統以原有的預先循跡（AdvanceTrac）和防滾控制（Roll Stability Control）為基礎而進一步發展，當車輛以急速過彎時，系統會自動降低引擎扭力並啟動四輪的煞車功能，在1秒內將車速降低至10mph以下。至於該公司發展的「車道保持系統（Lane Keeping System）」則包含三項功能：駕駛人警示（Driver Alert）、車道偏移警示（Lane Keeping Alert）及車道保持輔助（Lane Keeping Aid）。此系統利用擋風玻璃上緣中央的攝影鏡頭偵測，當系統判斷車身偏移原有車道會發出聲響及視覺警告。至於車道保持輔助功能則是系統發現未打方向燈卻車身偏移時，會震動方向機以提醒駕駛人。至於福特Kuga等車款亦配備了可依前方車速而自行調整速度的「主動式定速巡航系統（Adaptive Cruise Control）」、車速在50km/hr內可偵測前方車輛的無預警煞停並自動煞車的「主動式都會行車防護系統（Active City Stop）」、針對駕駛人視覺盲點發出警示的「視覺盲點偵測系統（Blind Spot Information System）」等。

### 通用(GM)
美國通用汽車旗下的品牌凱迪拉克在2012年6月推出凱迪拉克XTS，所搭載的「前方碰撞警示系統（Forward Collision Alert）」利用擋風玻璃上緣中央的雷達感測器，當偵測到有可能發生碰撞時，會主動介入煞車和油門控制。另外尚有車道偏離警示（Lane Departure）和主動式定速巡航系統（Adaptive Cruise Control ）等功能，前者可在車輛偏離原有車道時發出警告，後者則在巡航定速的狀態下前車保持安全距離。後來這兩套行車安全系統陸續搭載於凱迪拉克ATS、凱迪拉克CTS及凱迪拉克Escalade等車款上。2016年第九代雪佛蘭Malibu上市，可加價配置車前碰撞警示（Forward Collision Alert）、車後橫越交通警示（Rear Cross-Traffic Alert）、車道偏移偵測系統（Lane Departure Warning System）等配備。

### 本田(Honda)
2003年6月本田技研工業在新推出的本田Inspire上搭載「碰撞減輕制動系統（Collision Mitigation Brake System）」，此套系統能根據車輛行駛狀態、與前車的間距、相對速度來判斷碰撞發生的危險性，除發出警告音通知駕駛人，同時也會介入煞車減低車速。在碰撞發生前還能啟動「電子安全帶預緊系統」，自動收緊安全帶。

### 凌志(Lexus)
2015年凌志汽車發表一套名為「主動安全防護系統（（英文）Lexus Safety System ）」簡稱的LSS+的駕駛輔助系統，包含下述功能：
- PCS (Pre-Crash Safety System) 預警示防護系統
- DRCC (Dynamic Radar Cruise Control System) 雷達感應式車距維持定速系統
- LDA (Lane Departure Alert) 車道偏離警示系統
- AHS (Adaptive High-beam System) 智慧型遠光燈自動遮蔽系統
- AHB (Auto High-beam) 智慧型遠光燈自動切換系統

### 納智捷(Luxgen)
2009年9月納智捷汽車上市的納智捷7 MPV搭載了總共六顆CCD攝影鏡頭
- 「Eagle View﹢360度環景影像系統」，具備車側安全輔助、行車偏移警示以及夜視等功能。

2011年11月上市的納智捷5 Sedan則改為
- 「Active Eagle View+360度全彩環景顯像系統」[17]，新增自動偵測之功能，若90公分範圍內有障礙物，系統自動切換到該障礙物的畫面。

2013年10月納智捷 U7 Turbo ，添加
- 前車防撞警示功能FCW+（Front Collision Warning System）
- PDS+行人警示功能(Pedestrian Detection System)

。在車輛時速超過每小時60公里的情況下，如果太貼近前車或者前方突然出現行人，系統會發出警示音，且不同的間距有不同的聲響示警，但並沒有主動煞停之功能。

### 馬自達(Mazda)
馬自達在2012年11月20日上市的第三代馬自達6搭載了「i-Activsense」輔助系統，匯集短波雷達及紅外線偵測、流明檢出以及等速偵測鏡頭等電子元件，整合了包括：
- 車距監測輔助系統（Mazda Radar Cruise Control）：在巡航定速狀態下，駕駛人可設定巡航車速及行車間距，系統透過車頭前方的雷達偵測與前車的距離，並自動調配車速以維持間距。
- 車道偵測系統（Lane Departure Warning System）：可偵測道路標線以辨識車輛是否偏離車道，並適時給予警示提醒。
- 車後監視系統（Rear Vehicle Monitoring）：又可稱為盲點偵測系統（Blind Spot Monitoring，簡稱BSM），透過車尾的雷達偵測後方是否有來車，降低因視線死角而造成的危險。
- 自動照明檢測系統（High Beam Control System）：當偵測到前方來車時會自動將遠燈切為近燈，讓會車車輛視線保持清晰，待兩車交會後再重新切換至遠燈。
- 主動式轉向頭燈（Adaptive Front Lighting System）：車輛轉彎時頭燈跟著轉向，使夜間行車時的視野更明亮。
- SBS / SCBS智慧型剎車輔助（Smart Brake Support / Smart City Brake Support）：前者在車速超過每小時15公里時，若系統發現可能追撞時會自動煞車來避免碰撞；後者則是作動時機在車速每小時4至30公里之間，會自動煞車減速甚至完全停止。

### 梅賽德斯-奔馳(Mercedes-Benz)

自適應巡航控制系統感知器

德國車廠梅賽德斯-奔馳所發展的防撞輔助系統名為「Pre-Safe」，最早可回溯至2002年10月、原廠代號W220的梅賽德斯-奔馳S-Class，透過ESP車身動態穩定系統的感應雷達偵測前方狀況，當系統判斷有危險時，會緊縮前座安全帶、調整電動座椅至適當位置，並自動關閉天窗。這套系統則整合下列功能：
- 駕駛注意力輔助系統（Attention Assist）：車輛時速介於80至180km/hr之間時，若系統偵測出駕駛人有任何睏倦或分心的跡象，就會以視覺和聲響警告駕駛人。
- 智慧型煞車燈：若車輛從超過50km/hr的時速開始緊急煞停，系統會以每秒鐘5.5次的速度閃爍煞車燈以警告後方來車；若車輛由超過70km/hr的時速煞停，故障警示燈會一併打開。
- 智慧型煞車系統（Adaptive Brake）：協助ABS防鎖死煞車系統執行緊急煞車，確保煞車碟盤在潮濕路況下保持乾燥，整合了斜坡起步輔助系統，可在駕駛人將腳從煞車踏板移至油門踏板時避免車輛後滑。此外尚有足踏式駐車煞車，防止車輛在走走停停的情況下不經意的滑動。
- 停車輔助系統及停車導引：協助駕駛人找尋停車位，且提供具體的轉向引導使停車更輕鬆。
- 智慧型頭燈系統：共分「鄉村道路」和「高速公路」兩種模式，前者的近光燈光線會分散開來，使道路兩旁的照明更佳；後者則有兩段式自動啟動：時速達90km/hr時系統會提高雙氙氣頭燈的照明效果、時速達110km/hr時車道內側的頭燈會均勻地照射整個車道範圍，有效距離可達120公尺。藉由霧燈的輔助，系統進一步提升霧中行車的視線。左側的雙氙氣頭燈會向外偏移，同時照射光型也會向下調整。此照明功能在後霧燈開啟、且車速低於70km/hr時會自動啟動。再者亦整合了主動轉向照明模式，可與駕駛人的方向盤角度同步轉彎。
- 倒車輔助攝影機：屬於選購配備，可顯示車輛後方之影像。

當車輛發生意外時，馬達驅動的安全帶束緊器會啟動、電動調整式前座椅（選購配備）會移動至更能承受撞擊的位置、車窗及電動天窗則會自動關閉。意外發生後，Pre-Safe系統會自動關閉引擎，並且切斷燃油供應；同時 故障燈和緊急室內燈會亮起，車窗能部份開啟且門鎖也能自動解除，以利乘員脫困。
2013年9月這套系統更精進為「Mercedes-Benz Intelligent Drive」透過安裝在車身上的攝影鏡頭與雷達波感測器不斷蒐尋周邊資訊，包括汽車、行人、路面標線、交通號誌、障礙物等，並將資訊交由行車電腦判讀，然後針對當時的實際路況做出反應。系統內容包含下述：
- 行人偵測附加都會防撞功能（Pre-Safe Brake）：靠著鏡頭、200公尺長程雷達波、60公尺中程雷達波及30公尺短程雷達波的重疊偵測，作動範圍為時速7至72公里，當電腦查覺車輛快撞上行人時，先以儀表板的紅色圖示和警告音警告駕駛人，萬一不予理會的駕駛人在最後一刻才踩下煞車且煞車力道不足，BAS Plus煞車輔助系統會立刻介入，自動將車輛煞停。
- 主動式定速車距控制系統（Distronic Plus）：從時速0公里起便開始作動，當駕駛人設定好定速速度，當前方路況突然壅塞，或者其他車輛忽然插進自身與前車的空隙中，電腦便自動減速並保持距離，甚至會自動煞停。等前方恢復通暢或插隊的車輛離開，電腦又自動恢復原先設定的速度。
- 主動式車道維持輔助系統（Active Lane Keeping Assist）：當車輛逐漸偏離自身車道，電腦會抖動方向盤來警示駕駛人。時速超過30公里之後，主動式盲點輔助系統（Active Blind Spot Assist）會開啟，比如駕駛人向左切而電腦查覺盲點區有其他車輛，會先在車側後視鏡顯示紅色三角形圖示警告；萬一駕駛人未注意仍執意往左，而系統判斷可能會發生碰撞時，便自動對右前輪施加煞車力道以修正行車軌跡。

### 日產(Nissan)
2010年上市的英菲尼迪M37搭載了「Safety Shield」駕駛輔助系統，包含：
- 車距控制輔助系統（Distance Control Assist）：整合前方撞擊警示（Forward Collision Warming）和智慧型煞車輔助（Intelligent Break Assist）。
- 全速域智慧巡航定速（Intelligent Cruise Control）：將傳統的巡航定速系統整合前車偵測距離與自動煞車功能，車速可依不同的前車間距而自動調節。
- 車道偏移預防系統（Lane Departure Prevention）：系統偵測出非刻意偏離車道行駛時，主動協助將行車路線修正回車道中央，減低車道偏離之危險。
- 盲點側撞預防系統（Blind Spot Intervention）：透過後保險桿內左右兩側遠距感應雷達主動掃描盲點，偵測車輛後方約3公尺的半徑範圍。當偵測到危險時系統除了亮起A柱的黃色警示燈，若駕駛人使用方向燈準備變換車道，系統先連動車頭光學感應器確認車道之標線，利用左右輪的煞車力差異將車輛拉回原車道，保持與側邊車輛的安全距離。話說回來，行經連續彎道和道路標線不清時系統可能誤判，未打方向燈時系統也不會作動。

後來發表的英菲尼迪JX更新增了後撞預防系統（Back-up Collision Intervention），當倒車時可主動偵測車輛後方靜止或移動之物體，若預測有碰撞危險時，系統立即自動啟動煞車。

### 三菱(Mitsubishi)
三菱汽車在2012年10月上市的第二代三菱Outlander上裝置了「e-Assist」安全輔助系統，包含：
- FCM追撞降低煞車系統（Forward Collision Mitigation System）：利用雷達偵測以避免車輛碰撞及減輕碰撞損害。
- ACC雷達感應定速巡航控制系統（Adaptive Cruise Control System）：在巡航定速狀態下以雷達偵測方式探知與前車之間距，並自動調配車速以維持間距。
- LDW車道偏離警示系統（Lane Departure Warning System）：攝影鏡頭可偵測車輛是否偏離車道。

### 速霸陸(Subaru)
2004年富士重工業獲得日立製作所麾下日立汽車系統公司的技術奧援，結合後者的單眼式攝影機，以及二家公司共同開發的影像處理系統軟體，進一步發展成EyeSight行車安全輔助系統，並陸續使用在第四代Legacy和速霸陸Exiga等車款，使得銷售成績大增。
2010年此系統精進為「EyeSight（ver.2）」，整合了更多功能：
- 預警式自動剎停控制系統（Pre-Collision Braking Control）：當車輛極為靠近前車或其他物體時，系統會向駕駛人發出警示音。
- 預警式剎停協助系統（Pre-Collision Brake Assist System）：萬一駕駛人沒有減速，以致進入系統所判定的撞擊區域內，此功能會自動介入煞車系統，降低車速以阻止碰撞或降低碰撞傷害。
- 全速域自動巡航系統（Adaptive Cruise Control With All-speed Range Tracking Function）：此功能除了傳統的巡航定速外，遇到前車減速時會自動減速以保持車距，或於必要時煞停車輛。

2013年原廠推出第三代EyeSight，車頭後照鏡上方改安置兩個攝影鏡頭，相距36公分以提供更寬廣的探測範圍。此外在儀表板上方安裝一個小螢幕，顯示系統偵測到與前車的間距、巡航定速設定時速及車輛現時速度。此系統具有四項功能：
- 自適應巡航控制（Adaptive Cruise Control）：在巡航定速的狀態下與前車保持適當間距，前車減速時亦主動介入煞車以調節車距。當前方淨空時，又恢復原設定的時速。
- 預警式剎停（Pre-Collision Braking）：當車輛極為靠近前車或其他物體時，系統會向駕駛人發出警示音。萬一駕駛人沒有減速，以致進入系統所判定的撞擊區域內，此功能會自動介入煞車系統，降低車速以阻止碰撞或降低碰撞傷害。
- 防撞動力管理（Pre-collision Throttle Management）：當系統偵測到前方有危險障礙物，駕駛人又沒有減速時，會介入油門控制。
- 車道偏移警示（Lane Departure and Sway Warning）：車輛開始飄移或偏離原先車道時，系統會發出聲響警告駕駛人。

### 鈴木(Suzuki)
2010年1月鈴木汽車在中型車鈴木Kizashi上推出一套「PRECRS（Pre-crash Safety System之縮寫）駕駛輔助系統」，此系統在進氣壩內安置了極高頻雷達且與巡航定速系統連動，在高速巡航的狀態下系統偵測到與前車的間距過近，則向駕駛人發出警告音；萬一駕駛人沒有進一步的動作，則系統介入煞車，並開啟前座安全帶緊縮裝置以保護乘員。2015年5月鈴木Spacia增設新開發的「雙攝影鏡頭煞車輔助系統」（デュアルカメラブレーキサポート），包含前方動態偵測、前方車距監測、DCBS智慧偵測剎車、車道偏移警示、油門誤踩警示等功能。

### 豐田(Toyota)

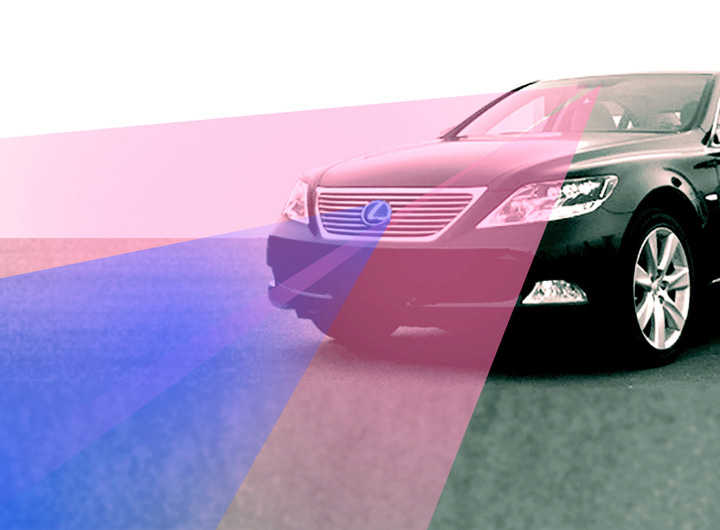
雷克薩斯LS600h的防撞系統，分別顯示雷達（藍色）和紅外線（紅色）的覆蓋範圍

2013年10月豐田汽車發表一套名為「高速公路自動駕駛系統（（英文）Automated Highway Driving Assist）」的駕駛輔助系統，包含下述功能：
- 合作自適應巡航控制系統（Cooperative-adaptive Cruise Control）：透過無線裝置與前車溝通，並保持適當的行車距離。
- 車道偏移控制系統（Lane Trace Control）：車輛在行車時偏離車道時，透過轉向輔助裝置讓車輛保持在正確的車道。

此外，該公司也開發了另一套「行人安全系統（Pedestrian Safety System）」，在系統認為煞車無法有效避免碰撞行人、且判斷周遭有閃避空間的情況下，會先發出聲響警告駕駛者；萬一駕駛人無反應，自動轉向機制將會啟動，主動控制車輛以閃避行人。

### 福斯(Volkswagen)

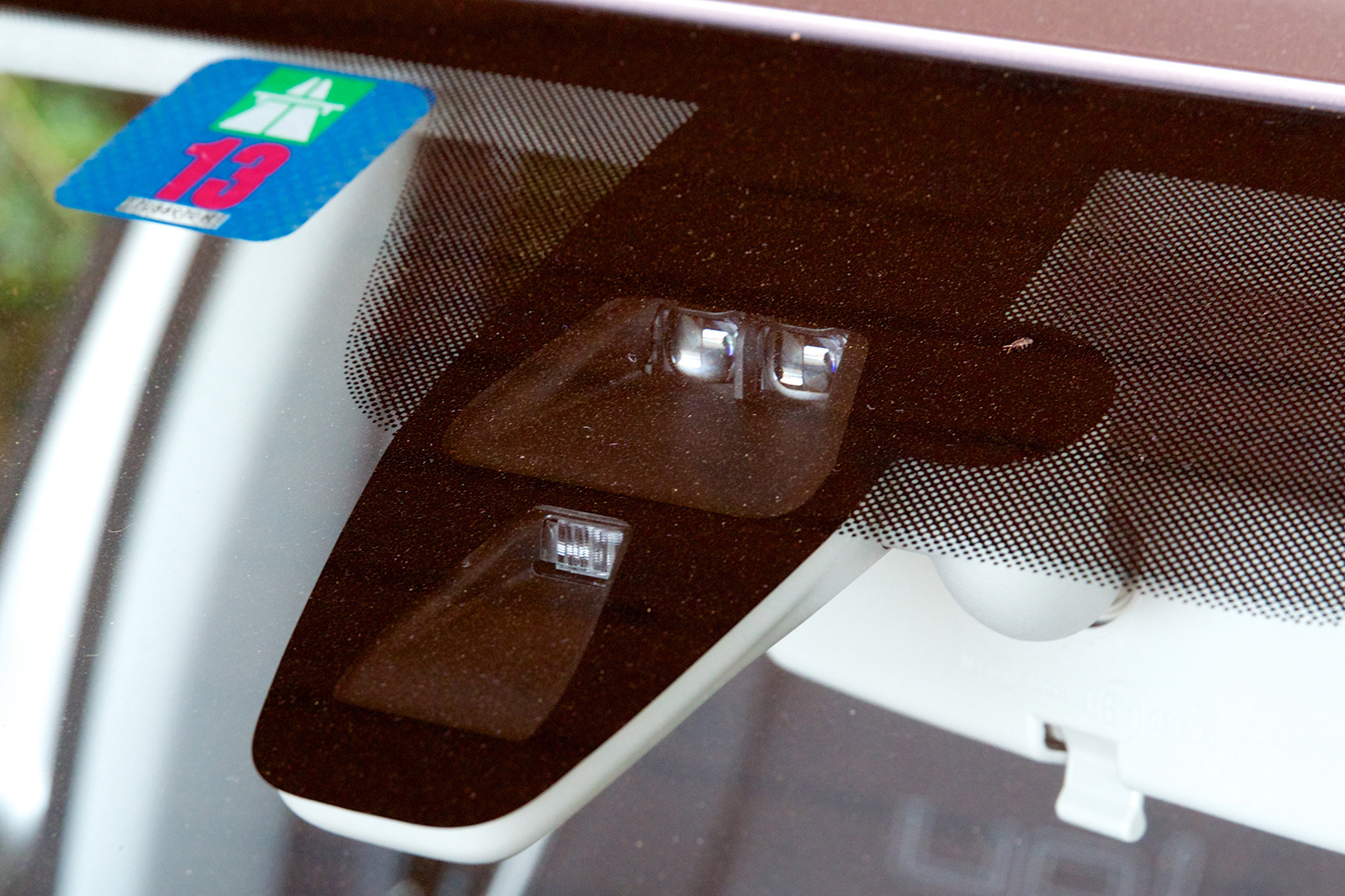
福斯Up擋風玻璃上緣中央的雷射感應器

2013年大改款的第七代福斯Golf將「二次碰撞預煞系統（Multi-Collision Brake）」列入全車系的標準配備，藉由安全氣囊感知器確認車輛遭遇第一次主要碰撞後，主動發訊號給ECU行車電腦，立即傳送煞車訊號至四個車輪，讓車輛在可能已經瀕臨失控的情況下以-0.6G的減速力度減速至大約10km/hr的範圍，預防車輛再次發生碰撞。由於同集團資源共享，這套系統也出現在捷克斯柯達汽車旗下的斯柯達Octavia、斯柯達Citigo等車款。至於主動安全防護系統（Proactive Occupant Protection）則為第七代Golf全車系選用配備，在危急情況下，該系統會自動關閉電動車窗、天窗，並束緊前座安全帶，以保障乘員的安全。

### 富豪(Volvo)
瑞典富豪汽車在1998年的富豪S80車款上裝置了頸椎撞擊防護系統（Whiplash Protection System，縮寫成WHIPS），兩年後成為全車系的標準配備。該技術能在後方來車追撞時，對於車內乘員頸椎受傷的機率有效降低50％。2007年的法蘭克福車展上公開「自動煞車碰撞警示系統（Collision Warning Auto Brake）」，藉由攝影鏡頭與偵測雷達幫助駕駛人保持與前車的安全距離，倘若距離過近時系統會發出紅色閃光與聲響並主動煞車。而偵測雷達有效距離為150公尺，攝影機的有效距離則是55公尺。另外包含可以在巡航狀態下與前車保持安全間距的主動巡航控制系統（Auto Cruise Control）、監控駕駛人精神狀態的駕駛警示控制系統（Driver Alert Control）以及藉由抬頭顯示器向駕駛人提醒安全間距的距離警示功能（Distance Alert）。
2009年發售的富豪XC60上也有一套自前述系統延伸而來的「都會安全防護系統（city safety）」，乃藉由擋風玻璃上緣中央的攝影鏡頭追加可偵測10公尺範圍的雷射感應器，作動時速為30km/hr以內（30至200km/hr由ACC主動巡航控制系統作動），相對時速低於15km/hr時可完全將車輛煞停，但16至30km/hr則是儘量降低速度、減少傷害，同時連動安全氣囊。這款車另外含有「視覺盲點資訊系統（Blind Spot Information System）」、車道偏離警告系統（Lane Departure Warning）、駕駛警示控制系統（Driver Alert Control）等功能。2011年上市的富豪S60除原有的都會安全防護系統外，新增「行人偵測暨完全主動煞車系統（Pedestrian Detection with Full Auto Brake）」，若系統偵測到車輛前方出現可能會發生碰撞的行人，先以燈光和聲響提醒駕駛人閃避；若駕駛人未採取反應則系統主動介入煞車。當行駛時速在35公里以下，車輛將會完全煞停；若超過35公里以上，則儘可能降低車速，其減速幅度最大可達時速35公里。2012年日內瓦汽車展發表的富豪V40 (P1)更搭載全球首創的行人安全氣囊（Pedestrian Airbag Technology），當車頭前方感應器（Pedestrian Detection）感受到車輛與行人的碰撞後，引擎蓋靠近擋風玻璃之側就會釋放出安全氣囊，並同時將引擎蓋揚起，減少行人重傷的機率。

## 內部連結
- 無人駕駛汽車
- 电子稳定程序
- 車道偏離警示
- 高级辅助驾驶系统